# Joseph Rheden
Joseph Rheden, né à Amlach dans le Tyrol, le 5 avril 1873 et décédé à Lienz, le 6 août 1946, était un astronome autrichien.

## Biographie
Fils de Johann Palisa, il étudia l'astronomie, les mathématiques et la physique à l'Université de Vienne entre 1897 et 1901. Après l'obtention du diplôme, il commença à travailler à l'observatoire de l'Université, d' abord comme assistant et à partir de 1906 comme professeur adjoint. À partir de 1935, pendant sa retraite, il continua à travailler en tant que bénévole à l'observatoire.
Il a concentré ses études principalement sur l'astrophotographie dans le but de déterminer les orbites des planètes et des astéroïdes. Afin de parvenir à ce but, il a fallu doter l'observatoire d'un récepteur radio pour synchroniser l'horloge avec le signal de temps international.
Le Centre des planètes mineures lui attribue la découverte de trois astéroïdes, faite entre 1913 et 1916.
| (744) Aguntina | 26 février 1913  |
| (771) Libera   | 21 novembre 1913 |
| (844) Leontina | 1er octobre 1916 |